# Stadtturm (Backnang)

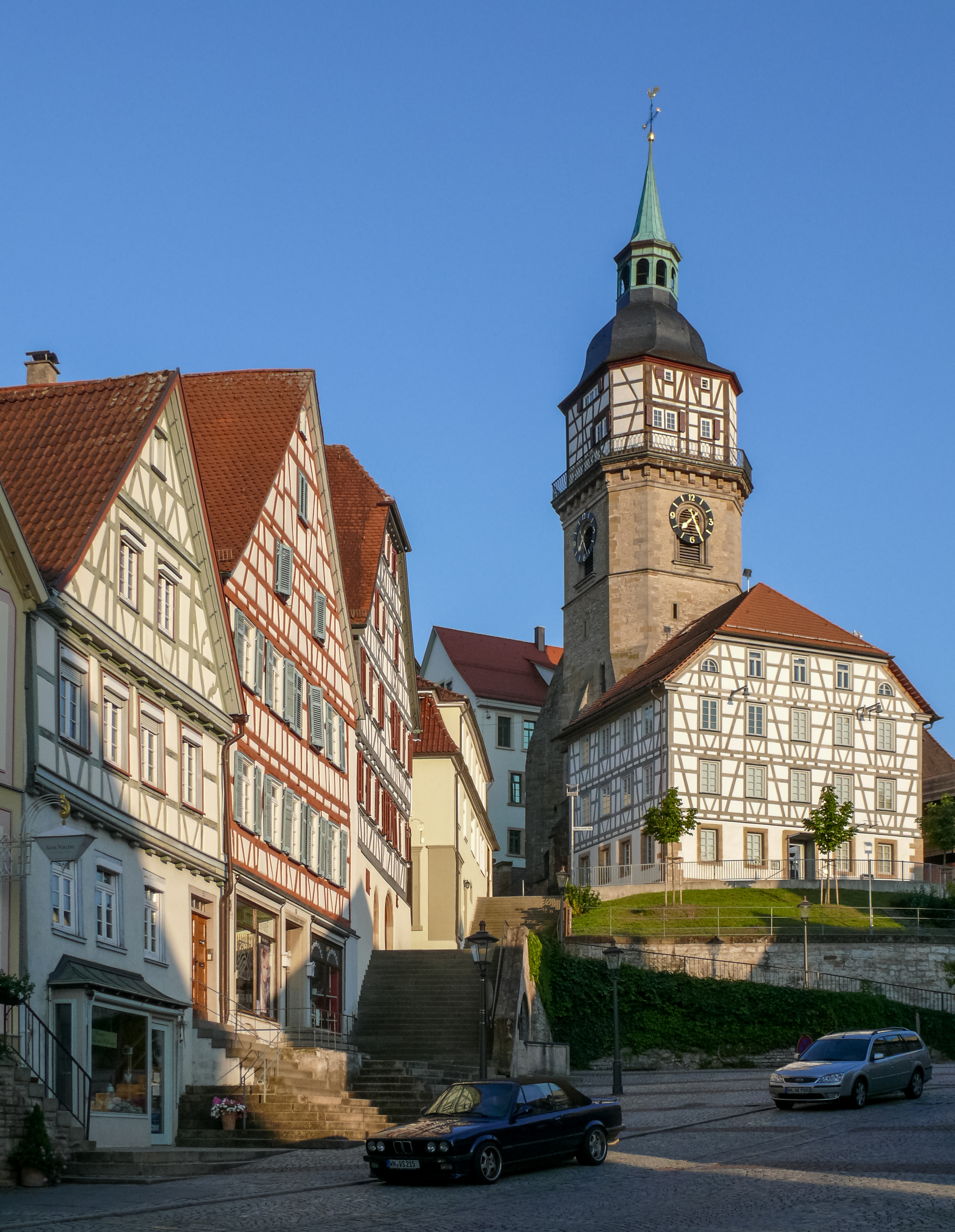
Stadtturm in Backnang

Der Stadtturm steht in Backnang, einer Stadt im Rems-Murr-Kreis in Baden-Württemberg.

## Geschichte
Der Stadtturm ist im Kern der Chorturm einer Kirche aus dem 13. Jahrhundert, der von Strebepfeilern gestützt wird. Seine beiden achteckigen Geschosse, das obere ist aus Holzfachwerk, erhielt er 1614 nach einem Entwurf von Heinrich Schickhardt. Nach einem Brand 1693, bei dem das Langhaus der Kirche zerstört wurde, erhielt der Turm 1699 ein neues Fachwerkgeschoss und eine neue Glockenhaube, die mit einer Laterne bekrönt wurde. Der Umgang vor dem Fachwerkgeschoss erhielt 1784/85 ein Geländer. Das ausgebrannte Langhaus wurde 1824 durch ein dreigeschossiges Fachwerkhaus ersetzt, das als Schulgebäude dient.